# Виктор Ефтимиу
Виктор Ефтимиу (на румънски: Victor Eftimiu) е румънски поет, писател и драматург, академик Румънската академия и директор на Народния театър в Букурещ.

## Биография и творчество
Ефтимиу е роден през 1889 година в населеното предимно с българи, корчанско село Бобощица, днес Албания. Емигрира в Румъния и започва да печата през 1905 година.
Ефтимиу е автор на романтични стихосбирки – „Стихове на самотата“, 1912, „Светите лебеди“, 1920, „Песен на жалостта“, 1925, „Подземна нощ“, 1933, „Огледала“, 1938, и други. Пиесите на Ефтимиу са базирани на фолклорни („Черният петел“, 1913), митологически – („Предци“, 1912), или исторически мотиви – „Хайдути“, 1947, „Вълшебникът доктор Фауст“, 1957.
Виктор Ефтимиу е автор и на много комедии и сатирически пиеси, популярни в румънския театър – „Човекът, който видя смъртта“, 1958, „Парад“, 1959, „Блуждаещи звезди“, 1936, както и на много биографични пиеси като „Наполеон“, 1914. Ефтимиу е и един от най-известните румънски детски писатели – „Сказки“, 1955, „Каменният човек“, 1966.
Ефтимиу се занимава и с преводи – Софокъл, Пушкин, както и с публицистика.